# Pouzolzia tsaratananensis
Pouzolzia tsaratananensis är en nässelväxtart som beskrevs av Ib Friis och Wilmot-dear. Pouzolzia tsaratananensis ingår i släktet Pouzolzia och familjen nässelväxter. Inga underarter finns listade i Catalogue of Life.